# Jan van Dornicke

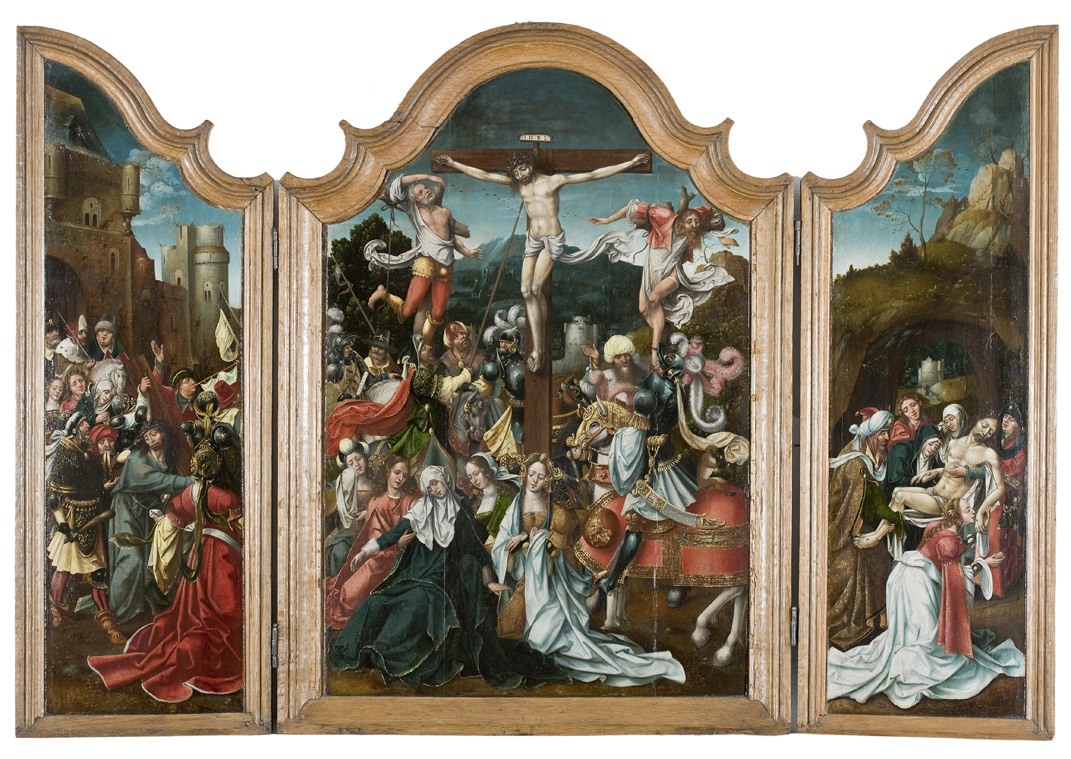
Kreuzigungsaltar (1520) im Museu de Arte de São Paulo (São Paulo)

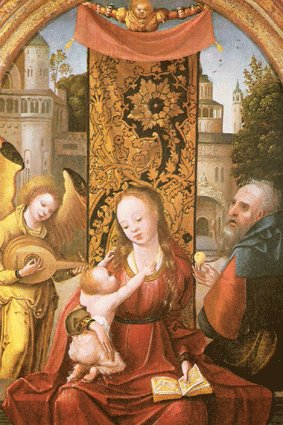
Madonna mit Jesuskind, Joseph und einem Engel, Öl auf Holz, 37,5 × 26,7 cm.

Jan van Dornicke (* um 1475 in Tournai; † um 1527 wohl in Antwerpen) war ein flämischer Maler des Antwerpener Manierismus.

## Leben
Jan van Dornicke ist in der Zeit von 1509 bis zu seinem Tod in Antwerpen tätig gewesen. Dies ist durch die von ihm beschäftigten Gehilfen belegt. Sein bekanntester Geselle und Schwiegersohn Pieter Coecke van Aelst trat um 1522/23 in die Werkstatt ein, die auch in serieller Fertigung Antwerpener Retabel für den Export herstellte, und übernahm die Werkstatt von van Dornicke etwa 1525.

## Werke und Zuschreibungen
- Flügelaltar Heilige Familie mit St. Katharina und St. Barbara, Gemäldegalerie Alte Meister, Kassel
- Anbetungsretabel (Barcelona, Museu Nacional d’Art de Catalunya)[1]

Seit 1966 Georges Marlier erstmals diese These vertrat, wird in der Kunstwissenschaft erörtert, inwieweit der Maler Jan Mertens und das dem Notnamen Meister von 1518 zugeschriebene Werk ein und dieselbe Person betreffen. Der Notname Meister von 1518 rührt von dem Antwerpener Retabel in der Lübecker Marienkirche her, dessen bemalte Außenflügel als einzigen Hinweis auf die Zeit der angenommenen Entstehung die Jahreszahl 1518 aufweisen, aber nicht signiert sind.